# João Brígido dos Santos
João Brígido dos Santos (São João da Barra, 3 de dezembro de 1829 — Fortaleza, 14 de outubro de 1921) foi um político, cronista, jornalista, historiador e maçom brasileiro. É o patrono da Cadeira nº 17 do Instituto Cultural do Cariri.

## Biografia
Filho de Ignácio Brígido, criou-se no sertão do Ceará, onde seu pai exercia a função de funcionário na Promotoria Pública de Baturité. Cedo, obteve êxito através de concurso na cadeira de letras no município de Jardim, exercendo a função de professor aos 20 anos de idade. Casou-se aos 21 anos de idade.
Foi um dos responsáveis pelos primeiros estudos e publicações a respeito da história do Ceará, junto com Tristão de Alencar Araripe, Pedro Theberge e Tomás Pompeu de Sousa Brasil.
Iniciou-se na atividade jornalística muito cedo, no jornal O Araripe, na década de 1850, na cidade do Crato. Posteriormente, colaborou com O Cearense, do senador Tomás Pompeu de Sousa Brasil.
Em 1861, já morando em Fortaleza, foi aprovado em concurso para professor no Liceu do Ceará. Na política, seu posicionamento partidário era Liberal, e nessa época foi eleito deputado provincial em 1864 e foi reeleito em 1866. Foi, ainda, deputado geral (1878-1881), e deputado estadual (1893-1894).
Era maçom ativo na Loja Fraternidade Cearense, onde foi redator do jornal "Fraternidade" escrevendo texto abolicionistas e de combate aos flagelados da Grande Seca de 1877. Também foi ativo escritor de textos maçônicos pela Questão religiosa.
Monarquista assumido até à Proclamação da República Brasileira quando tornou-se um defensor do novo regime, tanto nas suas crônicas como em seus artigos, não media palavras quando criticava seus inimigos políticos, fazendo um jornalismo recheado de parcialidade. Fundou o jornal Unitário em 1903, principal veículo de oposição à oligarquia de Nogueira Accioli, em um momento de sua vida em que ele retornava à sua posição de monarquista após assistir aos mesmos escândalos que o grupo político de Accioli já vinha cometendo há décadas.
Foi amigo do Conde d'Eu, ciceroneando-o quando de sua estada pela província do Ceará. Após ser acometido por catarata, morreu cego, com quase noventa e dois anos de idade.

## Obras

### Livros
- Apontamentos Para a História do Cariri, (1888),[19]
- Miscelânia Histórica, (1889),[20]
- O Ceará - Lado Cômico (1899),
- Ceará - Homens e Fatos (1919),[21]

### Artigos na Revista do Instituto do Ceará
- "Carta ao Dr. Pedro Theberge" (1888)
- "Biografia Pe. Gonçalo Ignácio de Loyola Albuquerque Mello Mororó" (1889)
- "Biografia de João de Andrade Pessoa Anta" (1889)
- "Manuscripto - cópia da Biblioteca do Rio de Janeiro" (1890)
- "Os Limites do Ceará - Questão com o Rio Grande do Norte - A Barra do Rio Mossoró" (1893)
- "Ephemérides do Ceará - parte I" (1900)
- "Ephemérides do Ceará - parte II" (1900)
- "Povoamento do Ceará" (1900)
- "Algumas Etymologias" (1902)
- "O General Pedro Labatut" (1903)
- "Major João Facundo de Castro Menezes - 8 de dezembro de 1841" (1908)
- "Homens da Terra - Eduardo Francisco Nogueira Angelim" (1909)
- "Homens da Terra - João Pacheco" (1910)
- "A Capitania do Ceará - seu commércio" (1910)
- "A Fortaleza em 1810" (1912)
- "Roteiro histórico" (1918)
- "Origem da família Monte no Brasil" (1960)
- "Troncos da família Monte no Ceará e no Brasil" (1961)

## Homenagens
- Foi o patrono da Cadeira nº 17 do Instituto Cultural do Cariri.
- Patrono da Cadeira nº 4 da Academia Maçônica de Letras do Ceará,[22]
- Recebeu o título de membro do Instituto Histórico e Geográfico do Brasil, no Rio de Janeiro,[23]
- Uma rua em Fortaleza recebe o nome do político,[24]